# Mario & Luigi: Bowser’s Inside Story
Mario & Luigi: Bowser’s Inside Story – komputerowa gra fabularna stworzona przez AlphaDream i opublikowana przez Nintendo w 2009 roku. Jest to trzecia gra w serii Mario & Luigi. Gra używa dotykowego ekranu konsoli DS w niektórych z jej mechanik rozgrywki jednocześnie wprowadzając kilka elementów, które są wykorzystywane w kolejnych grach w serii.
Ta gra okazała się sukcesem zarówno pod względem krytycznym, jak i komercyjnym. Wiele fanów i krytyków uważa ją za najlepszą grę w serii. Jest to druga najlepiej sprzedająca się gra fabularna z Mario, sprzedając się w ponad czterech milionach kopii na całym świecie do kwietnia 2011.
Kontynuacja zatytułowana Mario & Luigi: Dream Team Bros. została wydana na Nintendo 3DS 12 lipca 2013. Remake gry na Nintendo 3DS, zatytułowany Mario & Luigi: Bowser’s Inside Story + Bowser Jr.’s Journey, został wydany w Japonii 27 grudnia 2018, w Ameryce Północnej 11 stycznia 2019, w Europie 25 stycznia 2019 i w Australii 26 stycznia 2019.

## Odbiór
Gra otrzymała uznanie krytyków i jest najwyżej ocenianą grą fabularną z Mario.
Bowser’s Inside Story było najlepiej sprzedającą się grą w pierwszym tygodniu od wydania w Japonii z 193 tys. kopii. Gra sprzedała 650 tys. kopii podczas pierwszej połowy 2009 i skończyła rok jako 11 najlepiej sprzedająca się gra z 717 tys. kopii sprzedanymi w kraju. Według NPD Group Bowser’s Inside Story było czwartą najlepiej sprzedającą się grą w jej miesiącu wydania z 258 tys. kopii sprzedanymi w USA. Gra nadal dobrze się sprzedawała w kolejnych miesiącach i sprzedano 656 tys. kopii w kraju do końca grudnia 2009.